# Labrobius minor
Labrobius minor är en mångfotingart som beskrevs av Chamberlin 1915. Labrobius minor ingår i släktet Labrobius och familjen stenkrypare. Inga underarter finns listade i Catalogue of Life.